# Фредерик Форсайт
Фредерик Форсайт (на английски: Frederick Forsyth) е английски писател.

## Биография и творчество
Роден е на 25 август 1938 в град Ашфорд, графство Кент, в югоиточната част на Англия. Получил образование в привилегированото Тенбриджко частно мъжко училище и в Гранадския университет в Испания.
Между 1956 и 1959 служил в кралските BBC, а след това работил и като сътрудник в агенция Ройтерс. Бил е кореспондент в Берлин, Париж и Прага и отразил Гражданската война в Нигерия между Биафра и Нигерия. Знанията, които получил по време на тази война били основа на романите му.